# Conservatorio di San Pietro a Majella

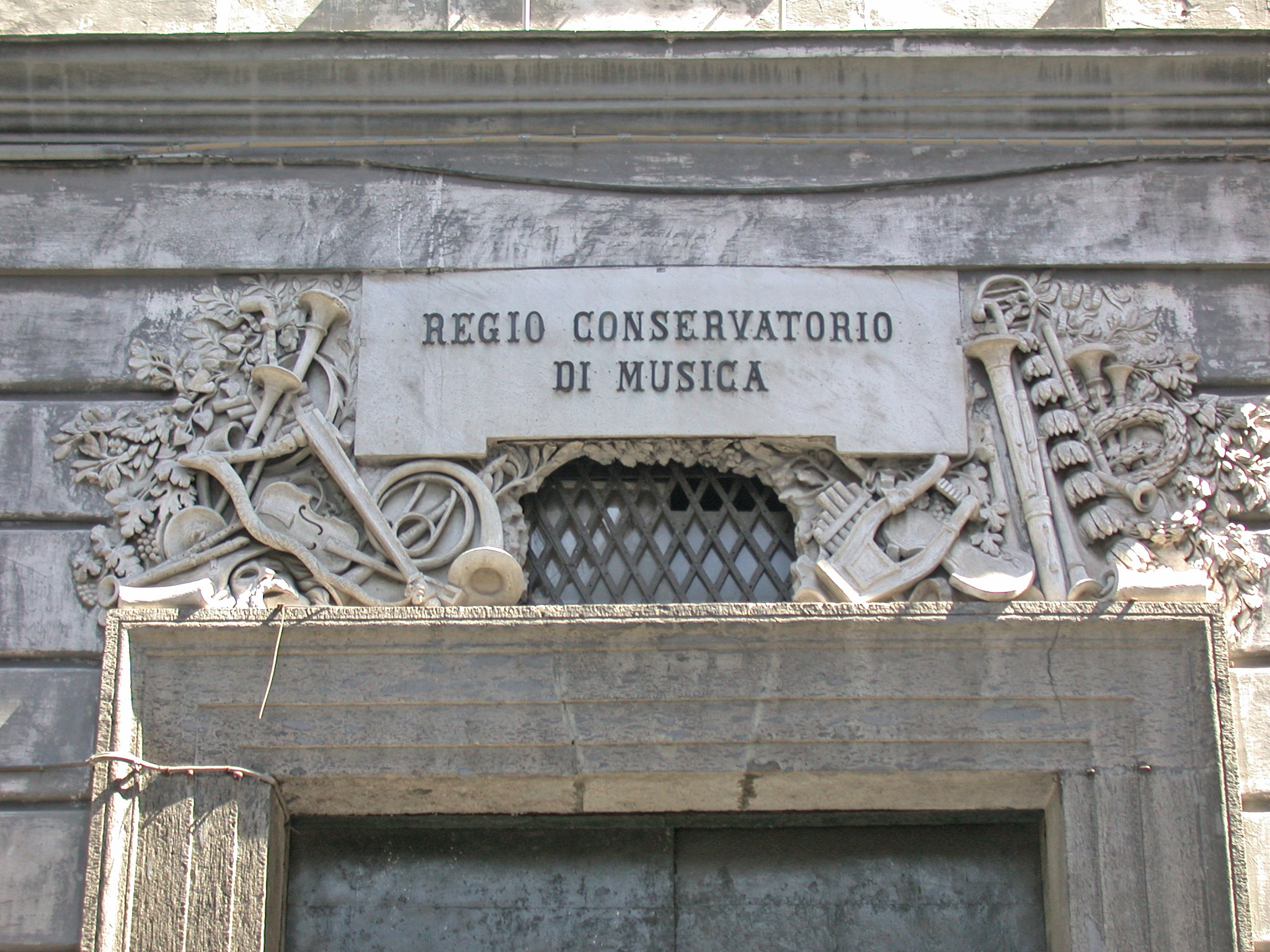
Targa del conservatorio su uno dei portali di accesso

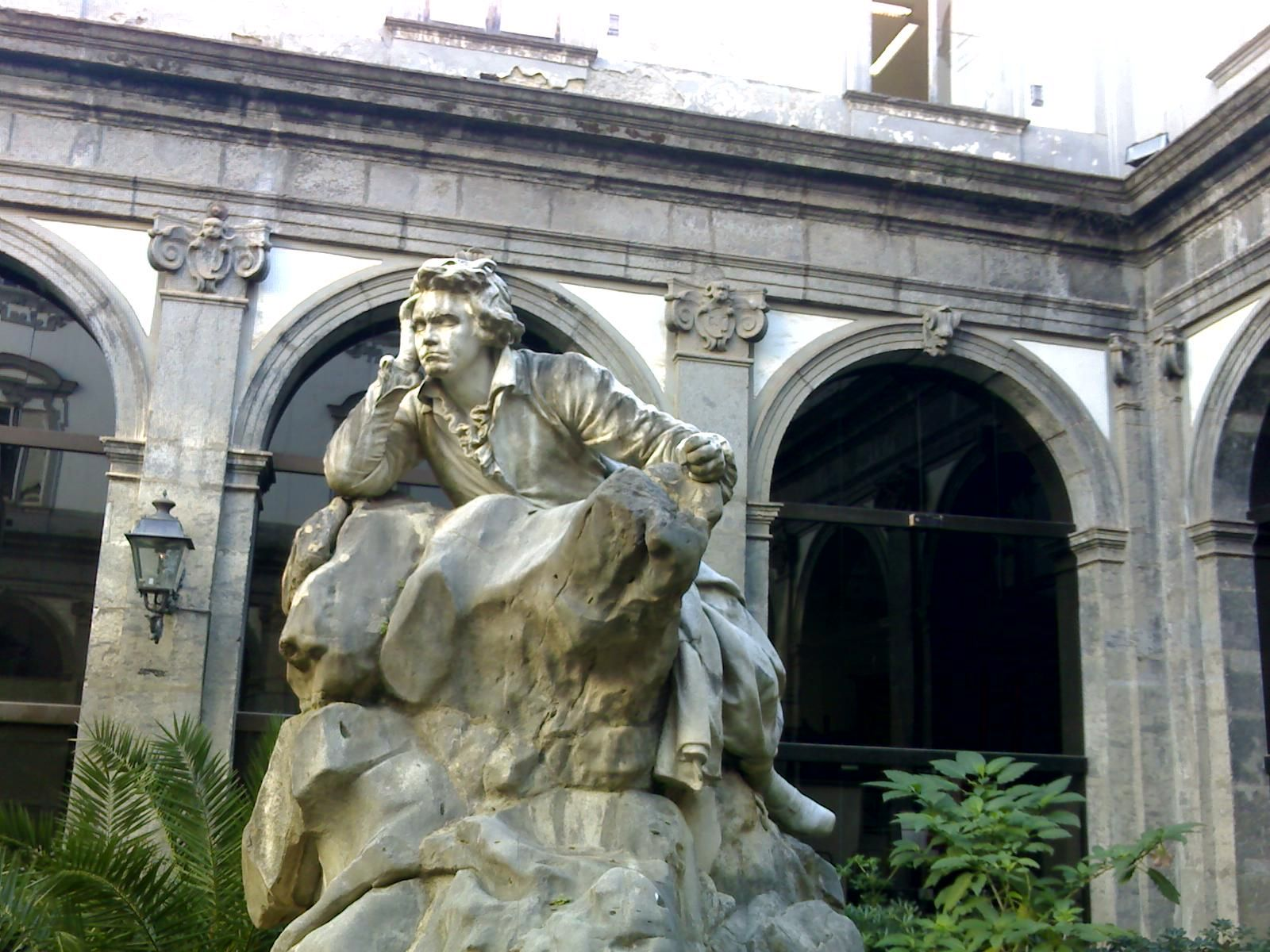
Scultura raffigurante Beethoven di Francesco Jerace (1895) posta nel chiostro grande

Il Conservatorio di San Pietro a Majella è un istituto superiore di studi musicali fondato a Napoli nel 1808. È situato nel centro storico della città, nell'ex convento dei celestini annesso alla chiesa di San Pietro a Majella.

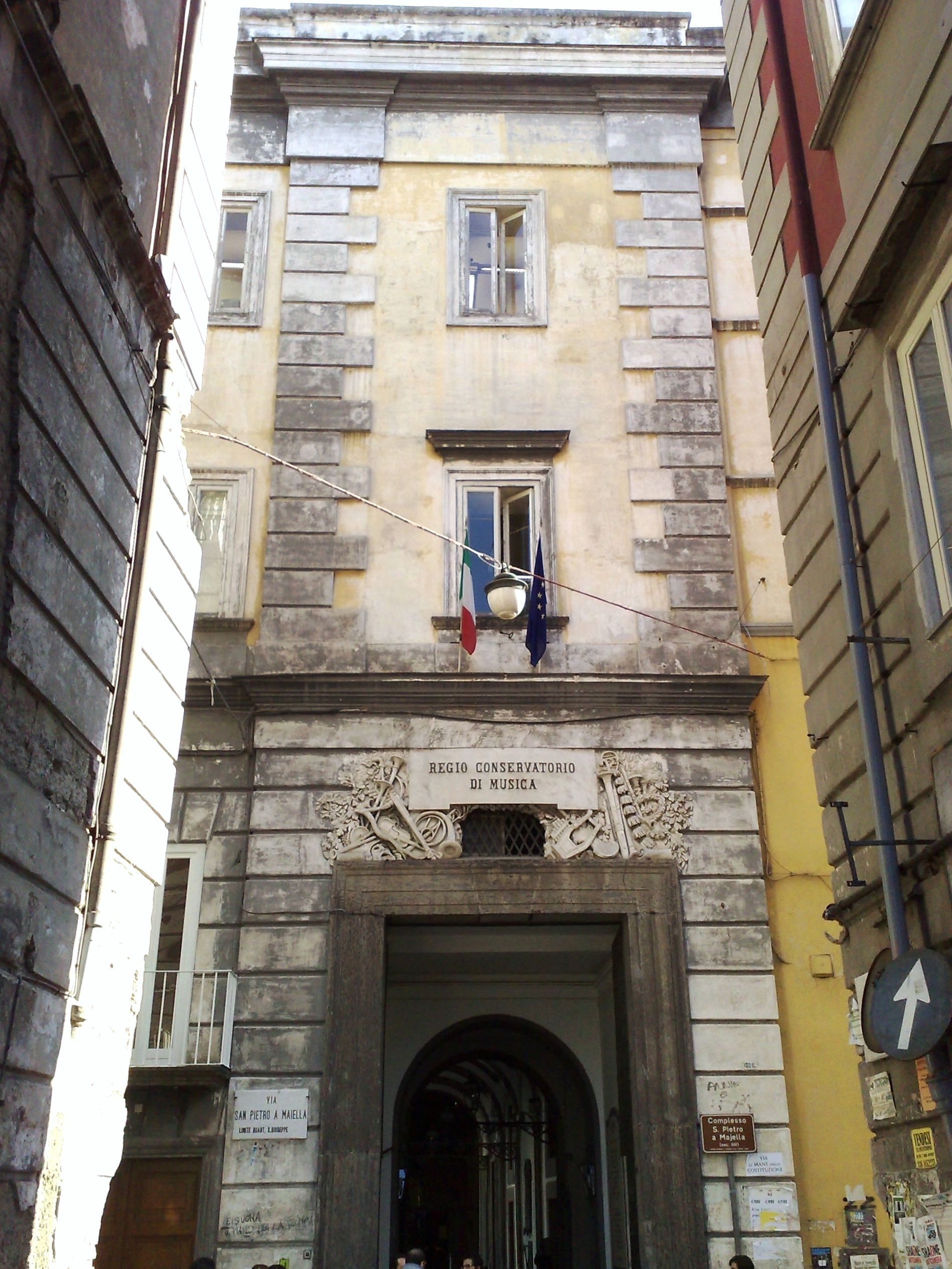
Ingresso del Conservatorio

## Storia
Il conservatorio nacque nel 1808 col nome di Real Collegio di Musica dall'unificazione di altre quattro preesistenti istituzioni musicali nate come orfanotrofi e nelle quali si era iniziato ad impartire insegnamenti di catechismo e di canto per i fanciulli abbandonati già a partire dal Cinquecento: il "Santa Maria di Loreto", quello della "Pietà dei Turchini", quello di "Sant'Onofrio a Capuana" e quello dei "Poveri di Gesù Cristo". La sede antica era quella del vicino convento di San Sebastiano.
Nel 1825 avviene la prima assoluta di Adelson e Salvini di Vincenzo Bellini.
Dal 1826, per ordine di Francesco I, il complesso fu invece trasferito nella sede attuale, in via San Pietro a Majella 35, assumendo la denominazione di Reale Conservatorio di Musica di San Pietro a Majella.
Una targa posta all'ingresso dell'edificio recita:
Proprio nel corso dell'Ottocento e dei primi anni del Novecento il complesso si arricchì di opere. Busti, ritratti di musicisti e strumenti di personalità illustri venivano, infatti, di volta in volta donati dagli stessi artisti con lo scopo di lasciar custodire al regio collegio le proprie opere o la propria storia. In tal senso diverse sono le lettere conservate nell'archivio del conservatorio, che testimoniano le suddette donazioni. Ad esempio, nel 1868, sotto la direzione di Saverio Mercadante, il bibliotecario Francesco Florimo scrisse una lettera all'Istituto nella quale palesava l'intenzione di rilasciare in loco la propria collezione:
(Lettera al direttore Saverio Mercadante di Francesco Florimo)

### I precedenti conservatori

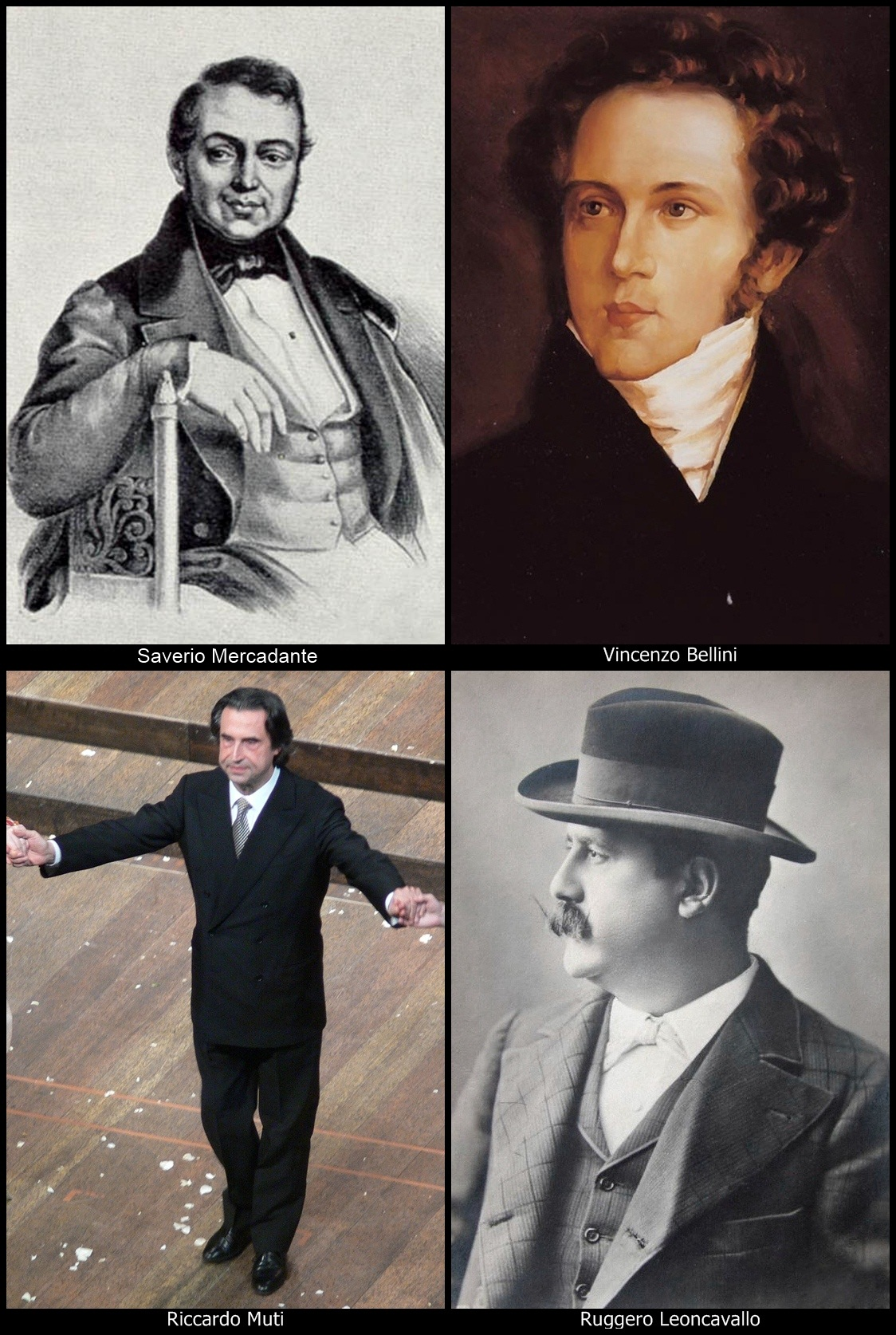
Alcuni diplomati al conservatorio di Napoli. In senso orario, a partire dall'immagine in alto a sinistra: Saverio Mercadante, Vincenzo Bellini, Ruggero Leoncavallo e Riccardo Muti

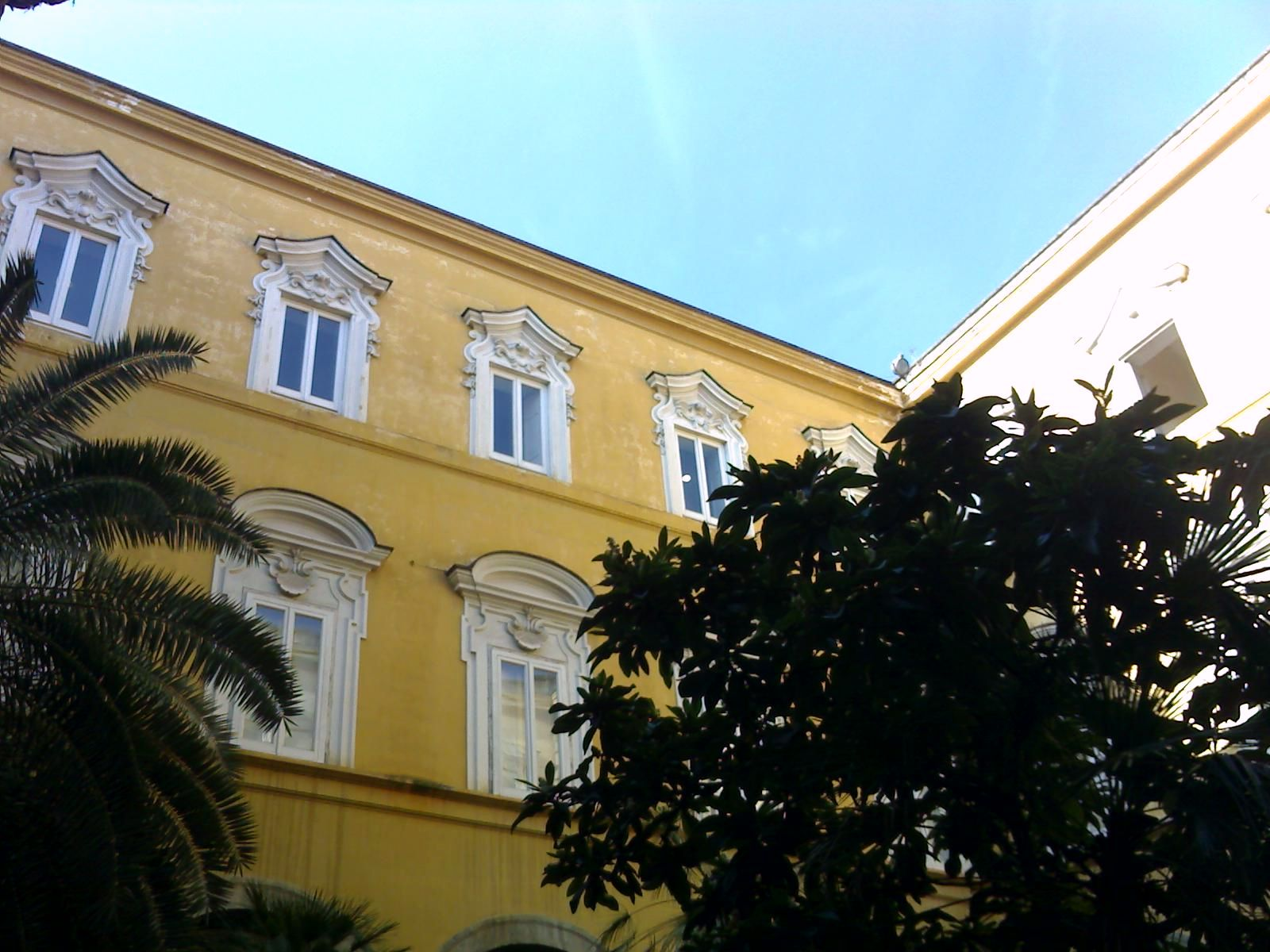
Un'ala dell'istituto visto dal chiostro piccolo

Il più antico conservatorio era quello di "Santa Maria di Loreto" (1535), di cui Ferdinando IV di Borbone decretò la chiusura nel 1797, trasformandolo in un ospedale militare ed inglobandolo al conservatorio di Sant'Onofrio a Porta Capuana. Il conservatorio sorgeva nei pressi di via Marina.
Il conservatorio della Pietà dei Turchini (1573) nacque con l'intento di ospitare i ragazzi orfani o abbandonati. La sua sede era nell'omonimo complesso religioso, il cui nome trae origine dal colore delle divise degli orfanelli ivi ospitati; fu l'ultima istituzione a sopravvivere e accolse gli allievi delle altre che col tempo furono chiuse. Il conservatorio fu poi trasferito e cambiò di denominazione..
Il conservatorio di Sant'Onofrio a Porta Capuana (1578) nacque per aiutare i bambini più bisognosi ad opera di confraternite religiose seicentesche, e trovò sede all'interno di una preesistente fabbrica di tessuti. Divenuto conservatorio nella prima metà del Seicento, l'ingresso presso l'istituto, dietro pagamento di una retta, era consentito a tutti; nel 1797 vi confluì quello di santa Maria di Loreto.

Il conservatorio dei Poveri di Gesù Cristo fu fondato nel 1589 da un terziario francescano e fu soppresso nel 1743 in seguito a tumulti. Il complesso nacque nell'odierno largo dei Girolamini, a ridosso dell'omonima chiesa ed anche in questo caso, lo scopo dell'istituto era quello di accogliere bambini orfani e poveri. Alla sua chiusura, i bambini ospitati nella struttura furono divisi nei restanti tre conservatori della città.

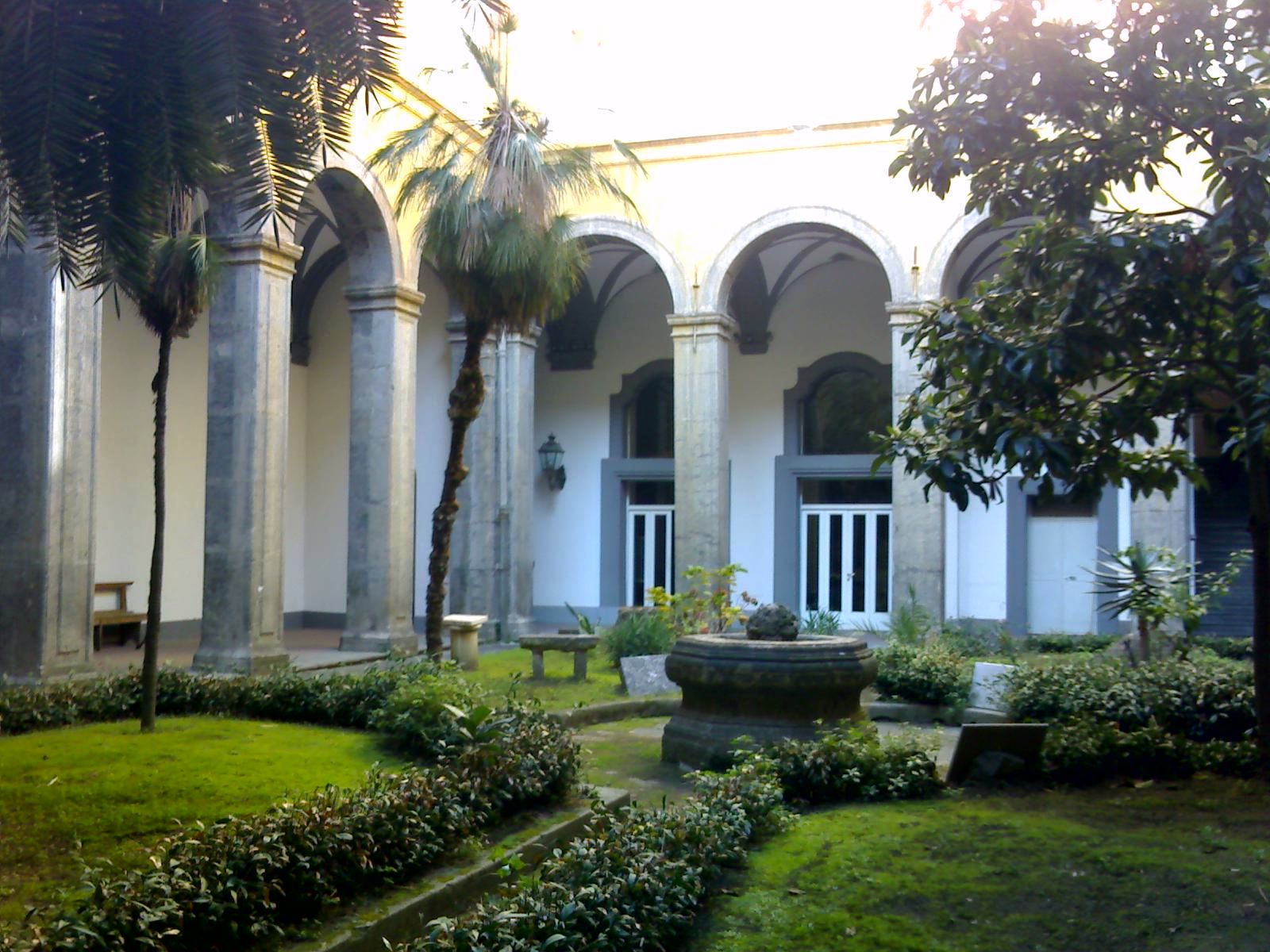
Il chiostro piccolo

## Museo storico e biblioteca
All'interno del conservatorio è presente una biblioteca, l'archivio storico ed un museo che espone strumenti, busti e ritratti di compositori e musicisti legati all'istituto.

## Direttori
- Francesco Cilea
- Girolamo Crescentini
- Roberto De Simone
- Gaetano Donizetti
- Achille Longo
- Alessandro Longo
- Bruno Mazzotta
- Saverio Mercadante
- Giovanni Paisiello
- Francesco Ruggiero